# Jean De Boschère
Jean De Boschère (auch: De Bosschère; * 5. Juli 1878 in Uccle/Ukkel; † 17. Januar 1953 in La Châtre) war ein belgischer Schriftsteller französischer Sprache.

## Leben und Werk
Jean De Boschère wuchs als Sohn eines Gärtners in Uccle/Ukkel, Lier, Gent und Antwerpen auf und besuchte dort von 1896 bis 1900 die Kunstakademie. 1909 veröffentlichte er seine ersten Prosagedichte und illustrierte sie mit eigenen Werken. Er wurde Freund von Max Elskamp und André Suarès. Von 1915 bis 1923 lebte er in London und hatte dort Kontakt zu Ezra Pound, dem Illustrator William Russell Flint (1880–1969) und zu T. S. Eliot. Er verließ London in Begleitung seiner künftigen Lebensgefährtin Élisabeth d’Ennetières und ging bis 1925 nach Italien (Siena), dann nach Paris. 1927 publizierte er mit Marthe et l’Enragé den ersten Roman einer autobiographischen Trilogie, deren zweiter Band Satan l’Obscur 1933 bei dem neuen belgischen Verleger Robert Denoël erschien und deren dritter Véronique de Sienne (1933 abgeschlossen) erst 1999 postum herausgegeben wurde. Marthe war seine behinderte Schwester, Satan ist er selbst in London und Siena war der Aufenthaltsort in Italien. 1945 ging das Paar nach La Châtre und lebte dort zurückgezogen bis zu De Boschères Tod im Alter von 74 Jahren, nachdem er 1951 noch die französische Staatsangehörigkeit erworben hatte.

## Werke (Auswahl)

### Gesammelte Werke
- OEuvres complètes. Hrsg. Michel Desbruères (1928–2013). 6 Bde. La Différence, Paris 1990–1999.
  - Max Elskamp. Portraits d’amis. 1990. (1914–1935)
  - Satan l’Obscur. 1990. (Roman, autobiographisch, 1933)
  - L’Obscur à Paris. Paris clair-obscur. 1991. (Roman, 1937 und Prosa, 1946)
  - Dressé, actif, j’attends. 1991. (Gedichte, 1936)
  - Les paons et autres merveilles. 1999. (Prosa, 1934)
  - Véronique de Sienne. 1999. (Roman, postum, Manuskript 1933 abgeschlossen)

### Einzelwerke
- Béâle-Gryne. Dorianède. Mirages en été. Arabesques. Paris 1909. (Gedichte)
- Dolorine et les ombres. Paris 1911. (Gedichte)
- Métiers divins. Paris 1913. (Gedichte)
- The Closed door. London 1917. (zweisprachig)
- The City curious. London 1920.
- Weird Islands. London 1921.
- Job le pauvre. Paris 1922. (französisch und englisch)
- Marthe et l’enragé. Roman. Emile-Paul frères, Paris 1927. Granit, Paris 1977. L. Pire, Brüssel 2010. (autobiographisch, Vorwort von Antonin Artaud)
- Ulysse bâtit son lit. 1929. (Gedichte)
- Élans d’ivresse. Poèmes impurs. Paris 1935.
- Palombes et colombes. Paris 1940.
- La fleur et son parfum. Paris 1942. C. Pirot, 1984.  Klincksieck, 2015
- Vanna dans les jardins de Paris. Roman. Robert Laffont, Paris 1945.
- Derniers poèmes de l’obscur. Sagittaire, Paris 1948.
- Héritiers de l’abîme, du chaos à l’espoir. Poèmes de 1941–1949. Lumières sur l’obscur. Pièces anciennes. J. Fourcade, Paris 1950.
- Le Chant des haies. Flore et faune des lisières. Paris 1953.

### Postume Werke
- Contes de la neige et de la nuit. Hrsg. André Lebois (1915–1978). L’Amitié par le livre, Blainville-sur-Mer 1954.
- Le paria couronné. Debresse, Paris 1956. (Gedichte, Vorwort von Robert Guiette)
- Jérôme Bosch et le fantastique. Albin Michel, Paris 1962. (Vorwort von Jean Cassou)
- Fragments du „Journal d’un rebelle solitaire“. Hrsg. Yves-Alain Favre. 1: 1946–1948. 2: 1948–1952. 2 Bde. Rougerie, Mortemart 1978–1980.
- Le Pays du merle bleu. C. Pirot, 1983.
- Dressé, actif, j’attends. Anthologie. Maison de la poésie d’Amay, Amay 2005. (Dichtung, Vorwort von Georges Thinès)